# 演員學校
《演員學校》（：／）是韓國tvN電視台于2016年播出的實境真人秀節目，是以「短期速成演技課程為主題」的全新綜藝節目。節目宗旨是『用愛去教，用信任去學習』，由知名演員朴新陽親身指導，讓想要學習演技的藝人們，在校舍進行合宿訓練生活的綜藝節目。

## 指導老師
- 朴新陽(49)－東國大學戲劇電影學學士、俄羅斯優金戲劇學院畢業、莫斯科謝普金戲劇學院畢業。27年演出經驗，不局限於單一片種的國寶級演員，冷酷與熱情之間，擁有絕對魅力的指導老師。

## 助教
- 李國主於第11集前段擔任健康操助教。
- 李世英、鄭宜朗（朝鲜语：정이랑）於第11集後段擔任一日助教。[4]

## 學員
- 李原種(50)－京畿大學行政學學士，由自學表演開始，1989年出道，活躍於演藝界24年的演員。

- 張水院(35)－慶熙大學戲劇電影學系專業學士，水晶男孩成員。因為有如機械人的演技，而聞名於韓國演藝界。

- 李陳鎬(30)－2005年於SBS《尋笑人》出道，演技不足的搞笑藝人。

- 沈熙燮(30)－京畿大學戲劇電影學系畢業，希望成為獨立電影界新星。

- 朴斗植(28)－國民大學戲劇系畢業－出道四年，一直演不良高中生、小混混角色的演員，希望學習演技，從而得到改變。

- 柳炳宰(28)－西江大學新聞傳播系畢業，放下喜劇劇作家專業，誠心到《演員學校》學習演技。

- 南太鉉[5](22)－翰林演藝藝術高等學校，前偶像組合WINNER成員[6][7]，出演過兩部電視劇後招來無數網絡惡搞，希望甩掉「偶像演技」的標籤，要正面突破演技[8]。

- 河戀姝(28)－想跟自己的偶像朴新陽學習演技的現役演員，於第10集成為一日特別學員。[9]

## 校舍
忠清南道某間空置校舍

共五個課室:

〈和演技有約〉－『因為是演員，所以要學習』以這理論武裝自己的教室

〈演技的花園〉－用身體去碰撞，用心去感受的演戲練習室

〈睡眠之戰〉－讓無法入睡的演技未生，渡過夜晚的宿舍

〈約定之屋〉－可以與很有氣勢的老師面談，指導老師的辦公室

〈食物重組〉－沒有不勞而獲，自給自足的生態，食物倉庫

## 收视率
| 集数 | 播放日期        | AGB 收视率 | TNmS 收视率 |
| ---- | --------------- | ---------- | ----------- |
| 1集  | 2016年 2月 4日  | 3.0%       | 2.3%        |
| 2集  | 2016年 2月 11日 | 1.9%       | 2.0%        |
| 3集  | 2016年 2月 18日 | 1.4%       | 1.4%        |
| 4集  | 2016年 2月 25日 | 0.8%       | 0.9%        |
| 5集  | 2016年 3月 3日  | 0.5%       | 0.8%        |
| 6集  | 2016年 3月 10日 | 0.6%       | 0.8%        |
| 7集  | 2016年 3月 17日 | 0.8%       | 0.5%        |
| 8集  | 2016年 3月 24日 | 0.6%       | 0.6%        |
| 9集  | 2016年 3月 31日 | 0.5%       | 0.6%        |
| 10集 | 2016年 4月 7日  | 0.6%       | 0.7%        |
| 11集 | 2016年 4月 14日 | 0.7%       | 0.5%        |
| 12集 | 2016年 4月 21日 | 0.6%       | 0.7%        |

## 外部連結
- Daum上《演員學校》的資料